# Alexandra Dewidowna Romanowa
Alexandra Dewidowna Romanowa (russisch Александра Девидовна Романова; englische Schreibweise Alexandra Romanova; * 30. April 1993) ist eine ehemalige russische Tennisspielerin.

## Karriere
Romanowa spielte vor allem bei Turnieren der ITF Women’s World Tennis Tour, wo sie aber keinen Titel gewinnen konnte.